# Bernadette Bensaude-Vincent
Pour les articles homonymes, voir Bensaude et Vincent.
Bernadette Bensaude-Vincent est une philosophe, historienne et historienne des sciences française, née le 7 juillet 1949 à Béziers.

## Biographie
Bernadette Bensaude-Vincent intègre l'École normale supérieure de Fontenay-aux-Roses. Agrégée de philosophie en 1971 et docteur ès lettres et sciences humaines en 1981, elle travaille, dans les années 1980 au sein des équipes de conception de la Cité des sciences et de l'industrie de La Villette.
Elle est professeure invitée à l'université autonome de Madrid (1993), à l'université de Vienne (1996, 1999), à l'université de Bielefeld (1997) et à l'université de Genève (1998), à l'Institut Max-Planck d'histoire des sciences de Berlin (2001), à la Pontifica Universidade de Sao Paulo, à l'Universitat Autonoma de Barcelona (2008).
De 1997 à 2010, elle est professeure au département de philosophie de l'université Paris X (Nanterre) et, de 1998 à 2002, dirige le DEA « Histoire de la philosophie, histoire et philosophie des sciences » et le Centre d'histoire et de philosophie des sciences de la même université.
De 2010 à 2015, elle est professeure à l'université Paris I (Panthéon-Sorbonne) où elle dirige le CETCOPRA (Centre d'études des techniques, des connaissances et des pratiques). Depuis son départ à la retraite en 2015, elle est professeure émérite dans la même unité.

### Responsabilités académiques
De 2008 à 2013, elle est membre senior de l'Institut universitaire de France.
Membre de l'Académie des technologies, elle est vice-présidente du comité d'éthique commun de l'Inrae, du Cirad, de l'Ifremer et de l'IRD, et membre du comité d'éthique de l'Andra.

## Recherche
Bernadette Bensaude-Vincent est l'auteur d'une centaine d'écrits traitant du positivisme et de la tradition d'épistémologie française (en particulier Paul Langevin et Émile Meyerson), de la philosophie et de l'histoire de la chimie, de la philosophie des technosciences et technologies émergentes (nanotechnologies, biologie de synthèse), des rapports entre sciences et public.

### Direction de programmes de recherche
De 1992 à 1995, elle dirige le programme de recherche « Sciences et publics » soutenu par le Centre de recherche en histoire des sciences de la Cité des sciences et de l'industrie (CSI).
De 1993 à 1997, elle dirige le programme « Langage et communication en chimie » dans le cadre du programme européen « L'Évolution de la chimie (1789-1939) » de la Fondation européenne de la science.
De 2000 à 2003, elle est responsable du secteur « Materials Research » dans un programme « History of Recent Science and Technology » au Massachusetts Institute of Technology (MIT).
De 2005 à 2008, elle coordonne un programme sur l'éthique des nanotechnologies biologiques et, depuis 2009, codirige un programme franco-allemand ANR-DFG sur la philosophie des technosciences.

### Récompenses scientifiques
- 1994 : prix Jean-Rostand avec Isabelle Stengers
- 1997 : Dexter Award for Outstanding Achievements in the History of Chemistry de l'American Chemical Society
- 2000 : Senior Fellowship de l'Institut Dibner pour l'histoire des sciences et de la technologie (MIT)
- 2010 : médaille Marc-Auguste Pictet de la Société de physique et d'histoire naturelle de Genève
- 2015 : membre correspondante de l'Académie internationale d'histoire des sciences
- 2018 : docteure honoris causa de l'université de Lisbonne
- 2021 : médaille George Sarton
- 2024 : Prix Franklin-Lavoisier [6]

## Publications

### Principaux ouvrages
- Paul Langevin. Science et vigilance, Paris, Belin, 1987
- Lavoisier. Mémoires d'une révolution, Flammarion, coll. « Figures de la science », 1993
- Dans le laboratoire de Lavoisier, Nathan, Monde en Poche, 1993
- Éloge du mixte. Matériaux nouveaux et philosophie ancienne, Paris, Hachette Littératures, 1998
- L'Opinion publique et la science. À chacun son ignorance, Synthélabo, Paris, 2000 ; 3e édition, Paris, Éditions La Découverte, 2013 Réédition en 2003 sous le titre La Science contre l'opinion : histoire d'un divorce, Paris, Le Seuil.
- Se libérer de la matière ? Fantasmes autour des nouvelles technologies, Paris, INRA éditions, 2004
- Faut-il avoir peur de la chimie ?, Paris, Seuil, 2005
- Paul Langevin, propos d'un physicien engagé. Pour mettre la science au service de tous, Vuibert, 2007
- Matière à penser. Essais d'histoire et de philosophie de la chimie, Paris, Presses universitaires de Paris Ouest, 2008
- Les Vertiges de la technoscience. Façonner le monde atome par atome, Paris, Éditions La Découverte, 2009
- Temps-paysage. Pour une écologie des crises, Paris, Le Pommier/Humensis, 2021

### Ouvrages en collaboration
- Avec Isabelle Stengers, 
  - Histoire de la chimie, Paris, La Découverte, 1993  (ISBN 2-7071-3541-0)
  - 100 mots pour commencer à penser les sciences, Paris, Les Empêcheurs de penser en rond, 2003
- Avec Christine Blondel, Des savants face à l'occulte. 1870-1940, La Découverte, Science et Société, 2002
- Avec Jonathan Simon, Chemistry. The impure Science, Londres, Imperial College Press, 2008
- Avec Dorothée Benoit-Browaeys, Fabriquer la vie. Où va la biologie de synthèse?, Le Seuil, Science Ouverte, 2011
- Avec Eva Telkes-Klein,
  - Émile Meyerson. Lettres françaises[7], Paris, CNRS édition 2009
  - Émile Meyerson. Mélanges. Petites pièces inédites[7], Paris, Honoré Champion 2011
  - Les Identités multiples d'Émile Meyerson, Paris, Champion, 2017
- Avec Sacha Loeve, Carbone. Ses vies, ses œuvres, Le Seuil, 2018, 349 p. (lire en ligne)
- Avec Sacha Loeve et Xavier Guchet, French Philosophy of Technology. Classical Readings and Contemporary Approaches., Springer, 2018.
- Avec Richard-Emmanuel Eastes, Philosophie de la chimie, Louvain-la-Neuve/Paris, De Boeck, 2020, 368 p. (ISBN 978-2-8073-0566-3, lire en ligne)
- Avec Gabriel Dorthe, Les Sciences dans la mêlée. Pour une culture de la défiance, Paris, Seuil, 2023, 368 p. (ISBN 978-2-02-151532-9)[8]
- Avec Sacha Loeve et Stephen Muecke (traducteur) Carbon: A biography, Wiley, 2024, 304 p. (ISBN 978-1-509-55920-6)
- Sous la direction de Xavier Guchet, Sciences en récits. Conversations avec Bernadette Bensaude-Vincent, Paris, Editions de la Sorbonne, 2025, 286 p. (ISBN 979-10-351-0989-9, lire en ligne).

### Direction d'ouvrages
- Living in a Nuclear World. From Fukushima to Hiroshima., Routledge, 2022 (ISBN 978-1-00322-747-2), avec Kyoko Sato et Soraya Boudia.
- Between Nature and Society. Biographies of Materials,, World Scientific Publisher, 2022
- François Dagognet - Philosophe, épistémologue, éditions Matériologiques, 2019 (ISBN 978-2-37361-194-6), avec Jean-François Braunstein et Jean Gayon.
- Research Objects in their Technological Setting., Routledge, 2017 (ISBN 978-1-13833-196-9), avec Sacha Loeve, Alfred Nordmann et Astrid Schwarz.
- Rousseau et les sciences, L'Harmattan, 2003 (ISBN 2-7475-5100-8), avec Bruno Bernardi.